# بزاق مصنوعی
بزاق مصنوعی به انگلیسی: Artificial Saliva ، جایگزینی برای بزاق دهان است که می‌تواند به صورت موقت فضای دهان را مرطوب و روان کند و با ایجاد یک لایه محافظ در دهان به کاهش آسیب‌های فیزیکی دهان کمک کند. آسیب‌ها فیزیکی در دهان اغلب به دلیل خشکی مزمن دهان اتفاق می‌افتد.
نام‌های تجارتی: Bioxtra و نیز: Salivar
طبقه بندی فارماکولوژیک : بزاق مصنوعی
طبقه بندی درمانی : درمان گزروستومیا و خشکی دهان
اشکال دارویی: ژل و افشانه

## مکانیسم اثر
بزاق مصنوعی به عنوان عامل فیزیکی جایگزین بزاق طبیعی عمل می‌کند.

## موارد مصرف
بزاق مصنوعی در موارد کمبود ترشح بزاق در گزروستومیا (زروستومی) و خشکی شدید دهان در موارد رادیوتراپی سر و گردن، بیماری‌های روماتولوژی، اختلالات غدد بزاقی، افسردگی و اضطراب به کار برده می‌شود.

## طریقه مصرف
در بالغین : برحسب نیاز از افشانه یا ژل استفاده می‌شود.

## منبع
- راهنمای جیبی کاربرد داروهای ژنریک ایران، دکتر رامین خدّام، چاپ هفتم:تابستان۸۸، صفحهٔ:۸۱ و ۸۲